# X(3872)

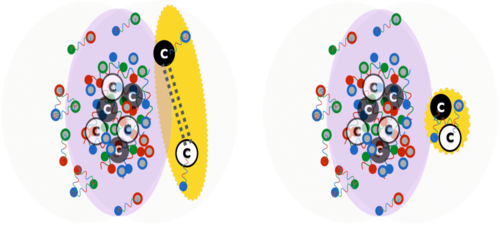

X (3872) — субатомная частица, кандидат в экзотические мезоны с массой 3871,68 МэВ/с2, которая не вписывается в кварковую модель. Впервые была обнаружена в 2003 году в результате эксперимента Belle в Японии, а затем подтверждена рядом других экспериментальных коллабораций. Было предложено несколько объяснений её природы таких как мезонная молекула или пара дикварк-антидикварк (тетракварк).
Квантовые числа X (3872) были определены экспериментом LHCb в ЦЕРН в марте 2013 года. Значения для JPC — 1++.